# Lidl
Lidl (uitspraak: [ˈliːdəl]) is een Duitse keten van supermarkten in het discountsegment. De supermarktketen is actief in een groot deel van Europa, met meer dan 11.000 winkels in meer dan 23 landen. De winkels zijn allemaal onderdeel van Lidl Stiftung & Co. KG, een Duitse commanditaire vennootschap die weer eigendom is van het holdingbedrijf Schwarz Gruppe, waar ook de hypermarktketen Kaufland onder valt.

## Geschiedenis
Lidl is in 1930 ontstaan uit een groothandel, opgericht door Joseph Schwarz, onder de naam Schwarz Lebensmittel-Sortimentsgroßhandlung. Schwarz ging tevens een samenwerkingsverband aan met Südfrüchte Großhandel Lidl & Co. Dit was oorspronkelijk een fruitgroothandel, maar werd na verloop van tijd een levensmiddelengroothandel.
Toen Dieter Schwarz de taken van zijn vader Joseph overnam, ging hij zich – samen met Ludwig Lidl – richten op het opzetten van een discountformule. In 1973 opende de eerste Lidl in Ludwigshafen zijn deuren. Voor de inrichting van de winkels werd vooral naar de Aldi-formule gekeken. Zo wordt er met uitzondering van de filialen in de Verenigde Staten, Kroatië, Engeland, Wales, Schotland en Litouwen geen muziek in de winkels gespeeld. Wel is er een PA-systeem voor omroepberichten, maar niet voor reclame. Ook worden veel producten vanuit dozen verkocht.

### Nederland
Sinds juli 1995 bestaat er voor de supermarktketen een rechtspersoon, naar Duits recht, in Nederland. De eerste Nederlandse Lidl-winkel werd in 1997 in Uden, Noord-Brabant, geopend. Lidl had eind 2008 317 filialen in Nederland en op 25 februari 2015 werd in Boxmeer de 400ste vestiging geopend.

### België en Luxemburg
Lidl Belgium, waar ook Luxemburg onder valt, is sinds 1993 actief. In april 1995 werden de eerste acht filialen geopend in België. In 2013 had Lidl Belgium bijna 300 winkels in België en Luxemburg.

## Organisatie

### Hoofdkantoor en distributiecentra
Het hoofdkantoor van Lidl Stiftung & Co. KG is gevestigd in de stad Neckarsulm in de Duitse deelstaat Baden-Württemberg. De Nederlandse tak, Lidl Nederland GmbH, is gevestigd in het Noord-Hollandse Huizen. Hier zijn de directie en de afdelingen administratie, personeelszaken, inkoop, automatisering en vastgoed ondergebracht. Vanuit Merelbeke worden de Belgische en Luxemburgse activiteiten gecoördineerd.
Lidl Nederland bestaat uit zes regio's en heeft zes distributiecentra, geografisch verspreid door het land van waaruit alle winkels in Nederland worden bevoorraad en aangestuurd. Lidl huurt een groot distributiecentrum in Hazeldonk, bij de grensovergang Nederland–België. Dit distributiecentrum wordt door Lidl Nederland en Lidl Belgium gezamenlijk gebruikt. In België zijn er vijf distributiecentra verspreid over het hele land voor de Belgische en Luxemburgse markt.

## Afbeeldingen

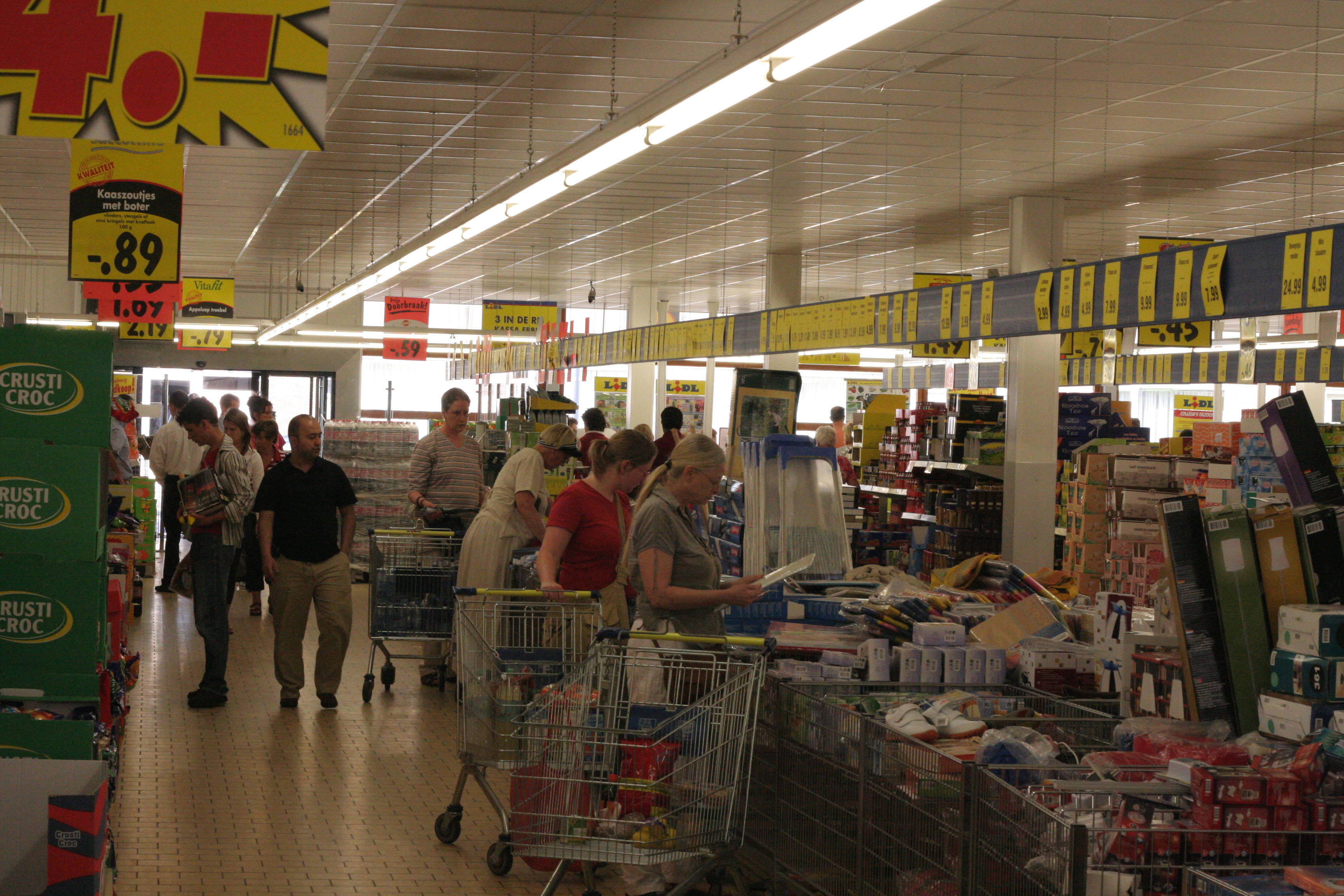
Non-foodafdeling (Utrecht)
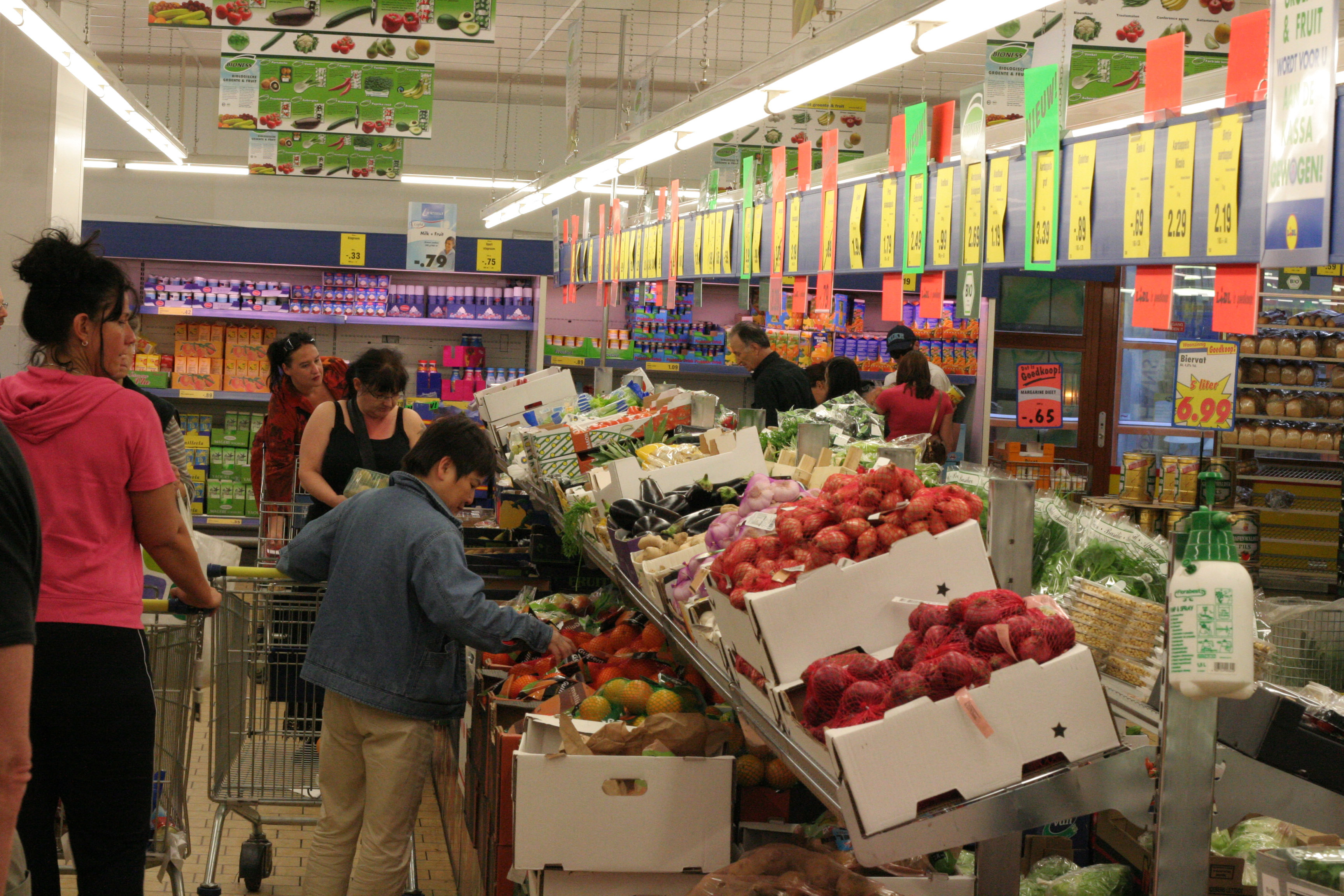
Groenten- en fruitafdeling
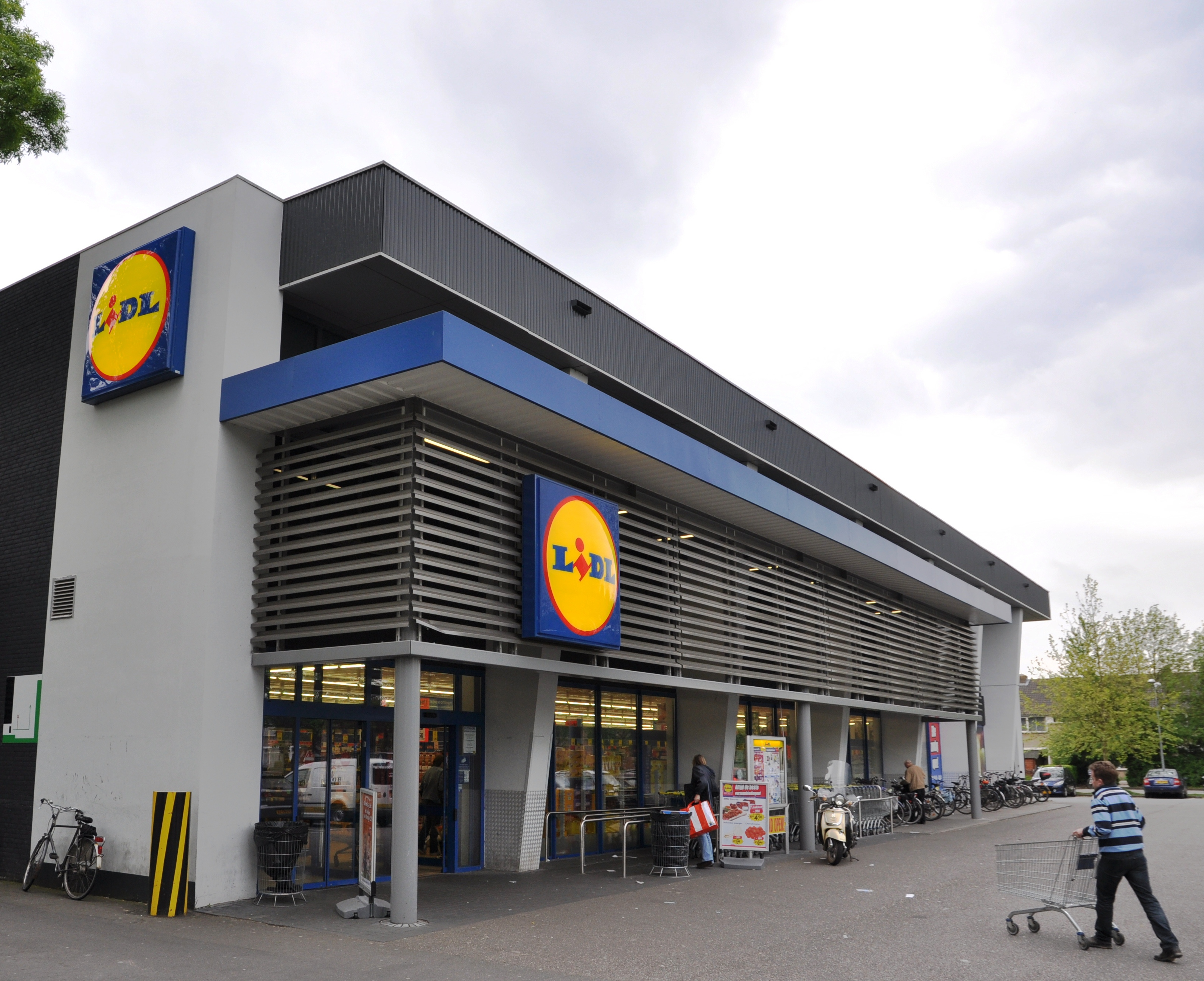
Oude vestiging in Woerden
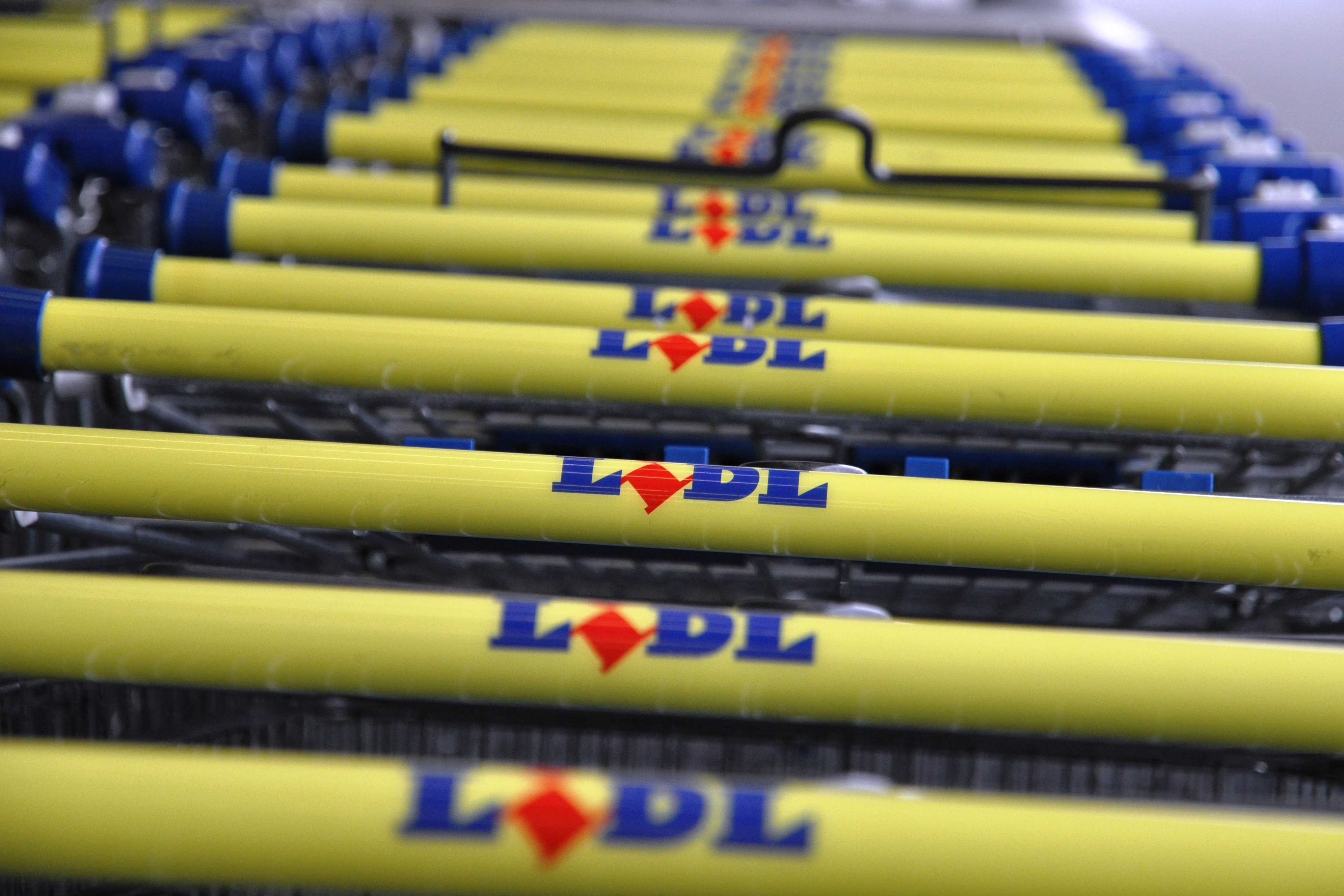
Winkelwagentjes
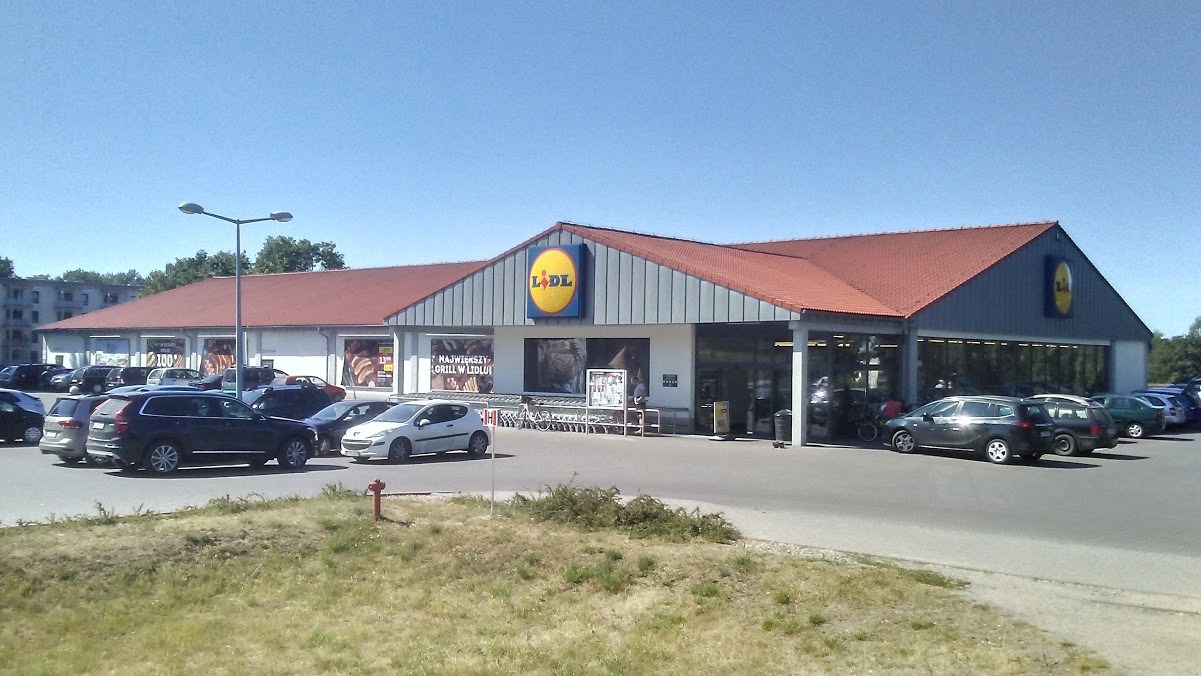
Tomaszów Mazowiecki, Polen

## Kritiek
Het supermarktconcern is naar buiten toe een uitermate gesloten organisatie met intern een harde hiërarchische cultuur. Er is regelmatig kritiek op de manier waarop Lidl zijn personeel behandelt. In Duitsland, waar het concern ongeveer 50.000 werknemers heeft, zijn er verschillende affaires naar buiten gekomen. In 2008 kwam aan het licht dat het bedrijf zijn werknemers met verborgen camera's in de gaten hield. Hiervoor heeft het bedrijf 15 miljoen euro boete moeten betalen. In april 2019 moest de directeur Frank-Michael Mros gedwongen opstappen na publicaties in het weekblad Der Spiegel over het systematisch volgen van de ziektegeschiedenis van het personeel. Ook werd er bijgehouden welke werknemers zwanger zouden willen worden.
In april 2018 was er een langdurige 7-daagse nationale staking over héél België. Hierbij werden er meer dan 140 winkels gesloten, en werden de 5 distributiecentra geblokkeerd door Lidl-medewerkers. De reden voor de nationale staking was een "te hoge werkdruk". Lidl België nam maatregelen ter verbetering. Eind januari 2019 ontving het bedrijf het label 'Top Employer 2019' van het Top Employer Institute.
In oktober 2022 beschuldigden dierenwelzijns-NGO's in heel Europa Lidl van een 'kippenschandaal'. Op onderzoeksbeelden die werden gefilmd op een boerderij van een Lidl-leverancier in Duitsland waren zieke en gewonde kippen te zien die niet konden lopen en in hun eigen afval lagen. In november 2022 werd een ander onderzoek gepubliceerd waarin soortgelijke omstandigheden op boerderijen van Lidl-leveranciers in Spanje werden getoond. Verdere onderzoeken in Italië en Oostenrijk hebben problemen met het kippenwelzijn aan het licht gebracht. In de Oostenrijkse onderzoeksbeelden zijn vogels te zien die proberen de rottende karkassen van dode kippen op te eten. De kippen op de beelden zijn snelgroeiende rassen, die in slechts 35 dagen hun slachtgewicht bereiken en een hogere sterfte, kreupelheid en spierziekte vertonen dan langzamer groeiende rassen. NGO's hebben de supermarkt opgeroepen zich aan te sluiten bij de Better Chicken Commitment (BCC), een reeks welzijnsnormen die het gebruik van snelgroeiende rassen verbiedt en vereist dat de kippen meer ruimte en verrijking krijgen. Lidl Frankrijk heeft zich al verbonden tot de BCC in 2020, maar Lidl heeft zich nog niet verbonden tot de rest van zijn Europese activiteiten.

## Filialen
Vanaf 2022 is Lidl aanwezig met filialen in 31 landen.
| Land                | Jaar geopend | Aantal filialen                    | Bron   |
| ------------------- | ------------ | ---------------------------------- | ------ |
| België              | 1995         | 315                                | [ 14 ] |
| Bulgarije           | 2010         | 115                                | [ 15 ] |
| Cyprus              | 2010         | 19                                 | [ 16 ] |
| Denemarken          | 2005         | 135                                | [ 17 ] |
| Duitsland           | 1973         | 3.226                              | [ 18 ] |
| Estland             | 2022         | 8 (+1 komend)                      | [ 19 ] |
| Finland             | 2002         | 201                                | [ 20 ] |
| Frankrijk           | 1989         | 1.575                              | [ 21 ] |
| Griekenland         | 1999         | 232                                | [ 22 ] |
| Hongarije           | 2004         | 192                                | [ 23 ] |
| Ierland             | 2000         | 174                                | [ 24 ] |
| Italië              | 1992         | 700                                | [ 25 ] |
| Kroatië             | 2006         | 107                                | [ 26 ] |
| Letland             | 2021         | 18                                 | [ 27 ] |
| Litouwen            | 2016         | 65 (+6 komend)                     | [ 28 ] |
| Luxemburg           | 2001         | 11                                 | [ 29 ] |
| Malta               | 2008         | 9                                  | [ 30 ] |
| Nederland           | 1997         | 440                                | [ 2 ]  |
| Oostenrijk          | 1998         | 255                                | [ 31 ] |
| Polen               | 2002         | 800                                | [ 32 ] |
| Portugal            | 1995         | 273                                | [ 33 ] |
| Roemenië            | 2011         | 338                                | [ 34 ] |
| Servië              | 2018         | 65                                 | [ 35 ] |
| Slovenië            | 2007         | 63                                 | [ 36 ] |
| Slowakije           | 2004         | 158                                | [ 37 ] |
| Spanje              | 1994         | 640                                | [ 38 ] |
| Tsjechië            | 2003         | 300                                | [ 39 ] |
| Verenigd Koninkrijk | 1994         | 935                                | [ 40 ] |
| Verenigde Staten    | 2017         | 173                                | [ 41 ] |
| Zweden              | 2003         | 205                                | [ 42 ] |
| Zwitserland         | 2009         | 157                                | [ 43 ] |
| Totaal:             | Totaal:      | 11.786 (genoteerd) 12.000 (totaal) | [ 16 ] |

### Voormalige filialen
| Land      | Geopend | Gesloten | Opmerking                                               | Bron   |
| --------- | ------- | -------- | ------------------------------------------------------- | ------ |
| Noorwegen | 2004    | 2008     | Gesloten wegens slechte verkoop en politieke problemen. | [ 44 ] |

### Toekomstige filialen
| Land                  | Openingsjaar                            | Opmerkingen                                                            | Ref.   |
| --------------------- | --------------------------------------- | ---------------------------------------------------------------------- | ------ |
| Bosnië en Herzegovina | 2023                                    | In aanbouw, eerste winkels geopend tegen 2023.                         | [ 45 ] |
| Oekraïne              | n.n.b. (Russische invasie van Oekraïne) | Plannen voor uitbreiding naar de Oekraïense markt officieel bevestigd. | [ 46 ] |
| Noord-Macedonië       | 2024                                    | In aanbouw, eerste winkels geopend tegen 2024.                         | [ 47 ] |
| Montenegro            | 2024                                    | In aanbouw, eerste winkels geopend tegen 2024.                         | [ 48 ] |

## Andere diensten
In oktober 2009 werd Lidl Movies in het Verenigd Koninkrijk gelanceerd, waarmee het Tesco DVD Rental onderbood, dat voorheen de goedkoopste online verhuurdienst voor DVD's in het Verenigd Koninkrijk was. De dienst werd verzorgd door OutNow DVD Rental. OutNow ging in oktober 2011 failliet en nam Lidl Movies mee.
In januari 2012 lanceerde Lidl bakkerijen in hun winkels in heel Europa. Ze bestaan uit een kleine bakruimte met een aantal ovens, samen met een ruimte waar brood en gebak, zoals croissants, te koop worden uitgestald. De bakkerijen werden aanvankelijk getest in een beperkt aantal winkels, om na te gaan of er vraag was naar vers gebakken producten in de winkel.
Vanaf mei 2019 werkt Lidl US samen met Boxed.com om een thuisbezorgservice te testen met behulp van de technologie van de online retailer. Lidl werkt ook samen met Target Corp. dochteronderneming Shipt voor boodschappen thuisbezorging.
Lidl heeft ook vertegenwoordigingen in China, Bangladesh en Hongkong, hoewel er geen melding wordt gemaakt van de opening van Lidl-winkels in die landen. Hun activiteiten zijn waarschijnlijk beperkt tot het toezicht op productiecontracten voor de meeste non-voedsel producten die in Lidl-winkels worden aangeboden, met lokale fabrikanten in deze landen.
In april 2021 begon Lidl in Ierland klanten coupons aan te bieden om elke maand gratis maandverband of tampons te krijgen als initiatief tegen menstruatiearmoede.

## Lidl Plus
In augustus 2018 introduceerde Lidl de "Lidl Plus" loyaliteitskaart via een app in de Apple App Store en Google Play Store. De app is beschikbaar in de meeste Europese landen waar Lidl actief is en biedt kortingen op producten van het eigen merk en op aanbiedingen van partners. De app heeft in verschillende landen ook een bonusprogramma met cashback.

## Mini's
De Mini's zijn jaarlijks spaarknuffels bij de Lidl. Ze zijn knuffels van dieren of objecten.